# ألين جورج نيومان
ألين جورج نيومان (بالإنجليزية: Allen George Newman)‏ هو نحات أمريكي، ولد في 28 أغسطس 1875 في نيويورك في الولايات المتحدة، وتوفي بنفس المكان في 2 فبراير 1940.

## معرض صور

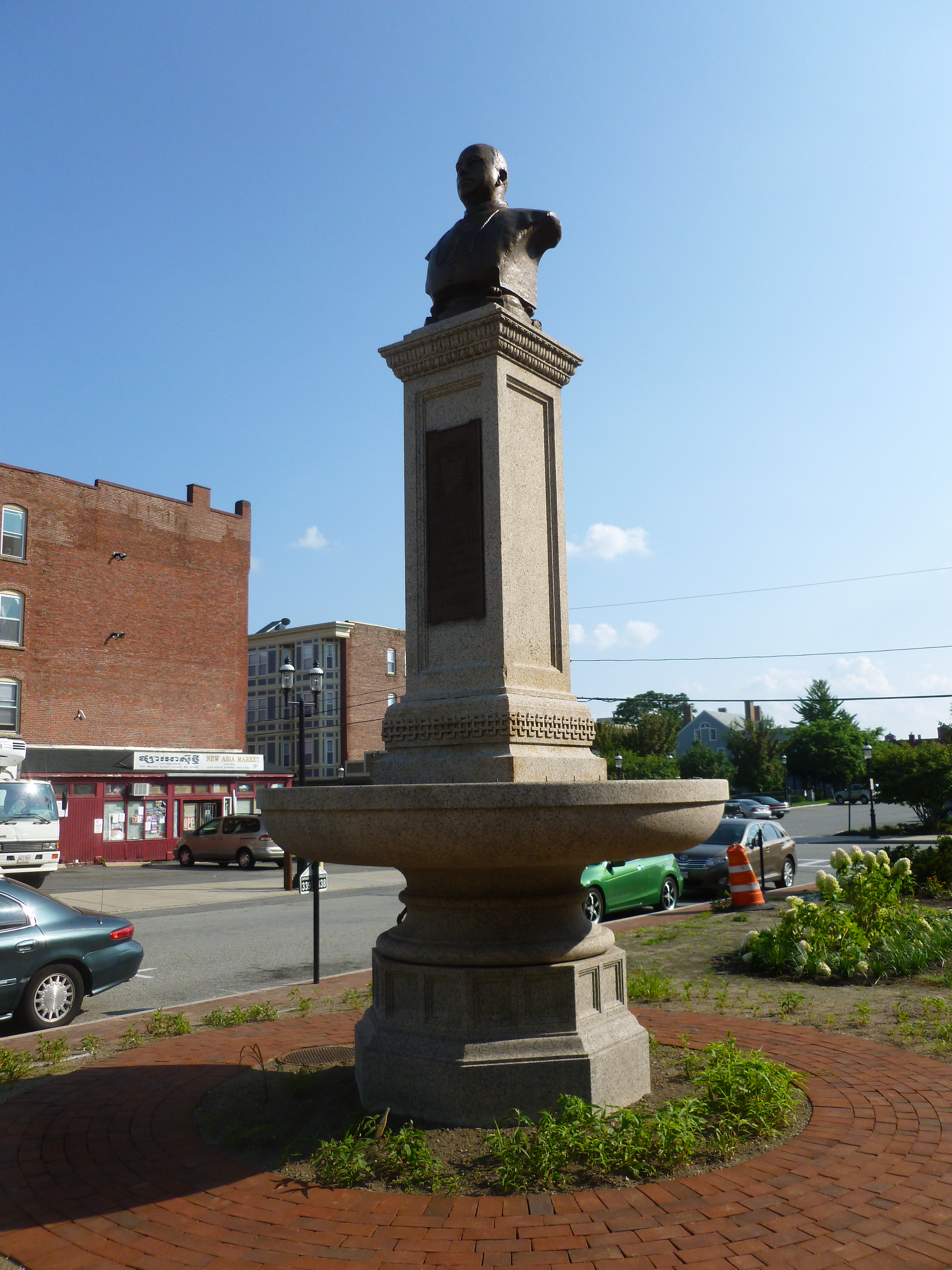
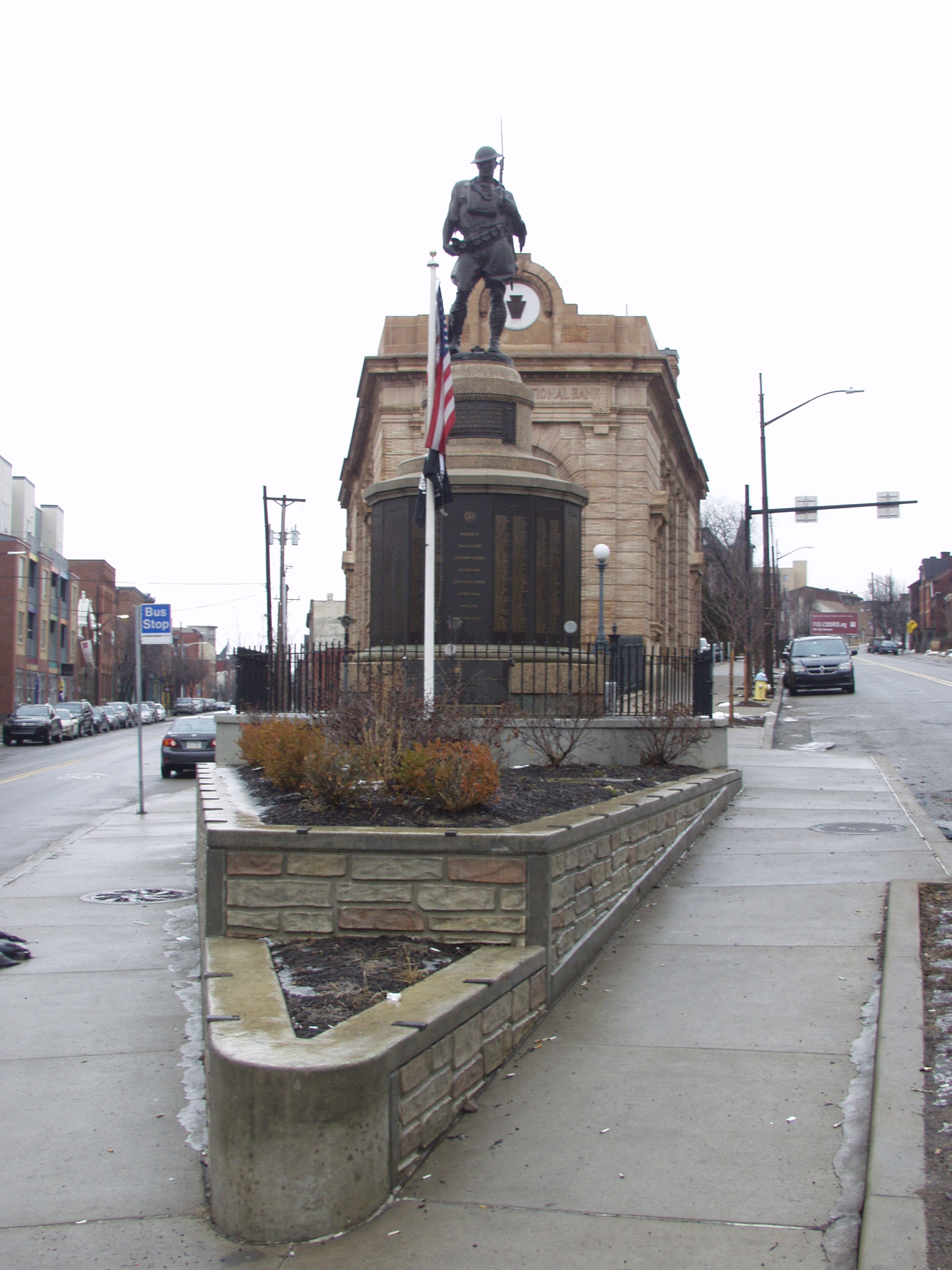
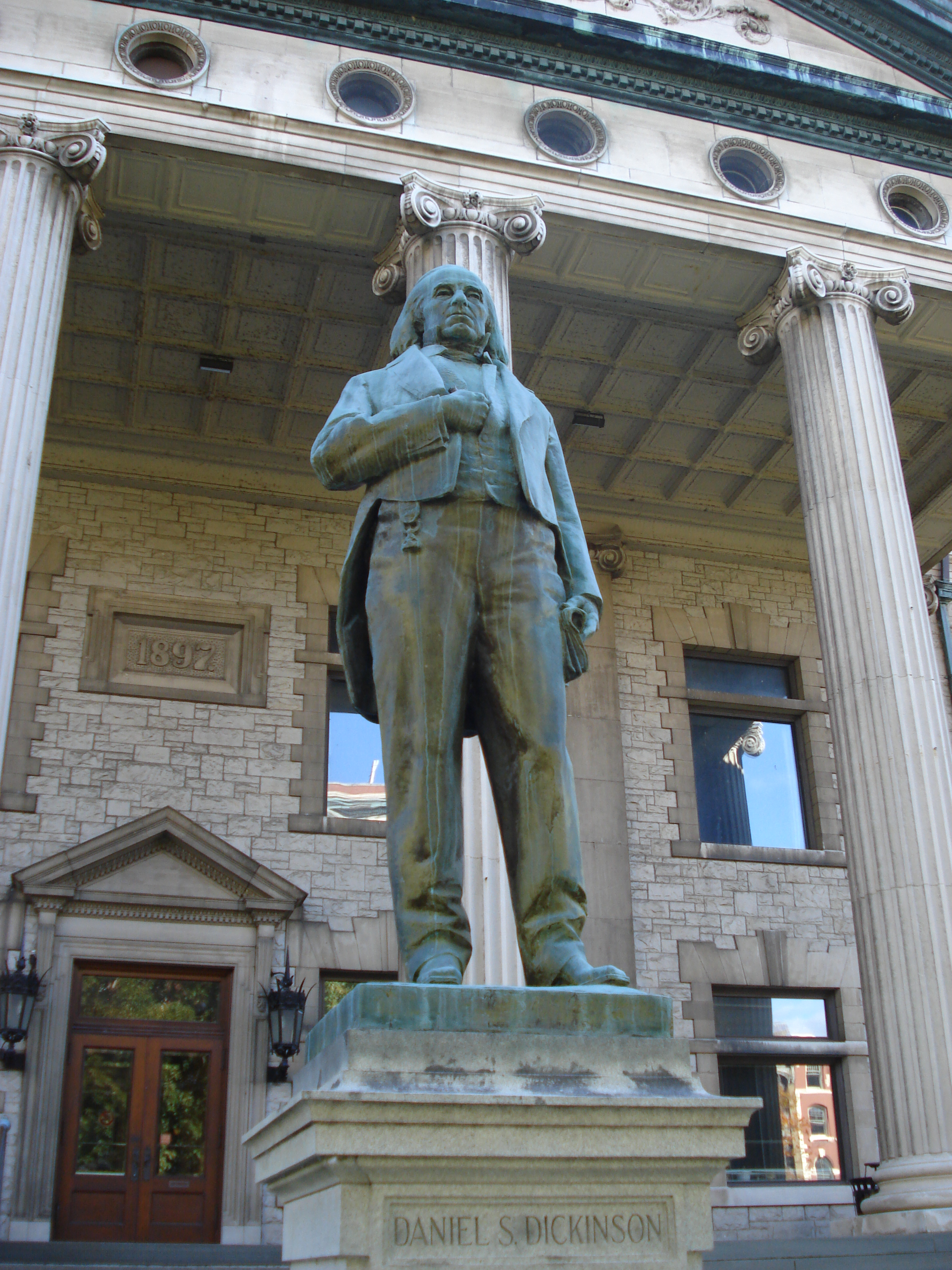
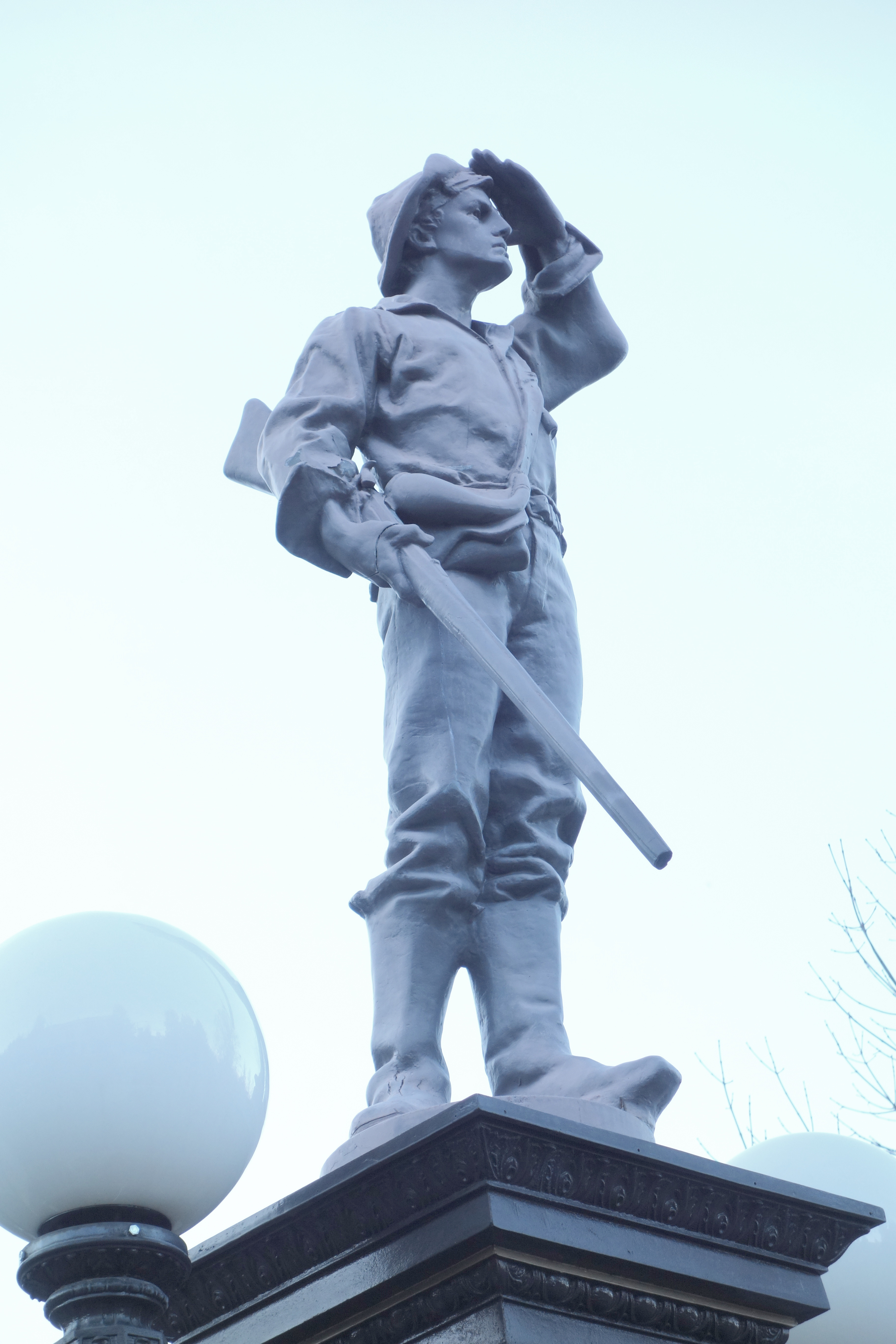
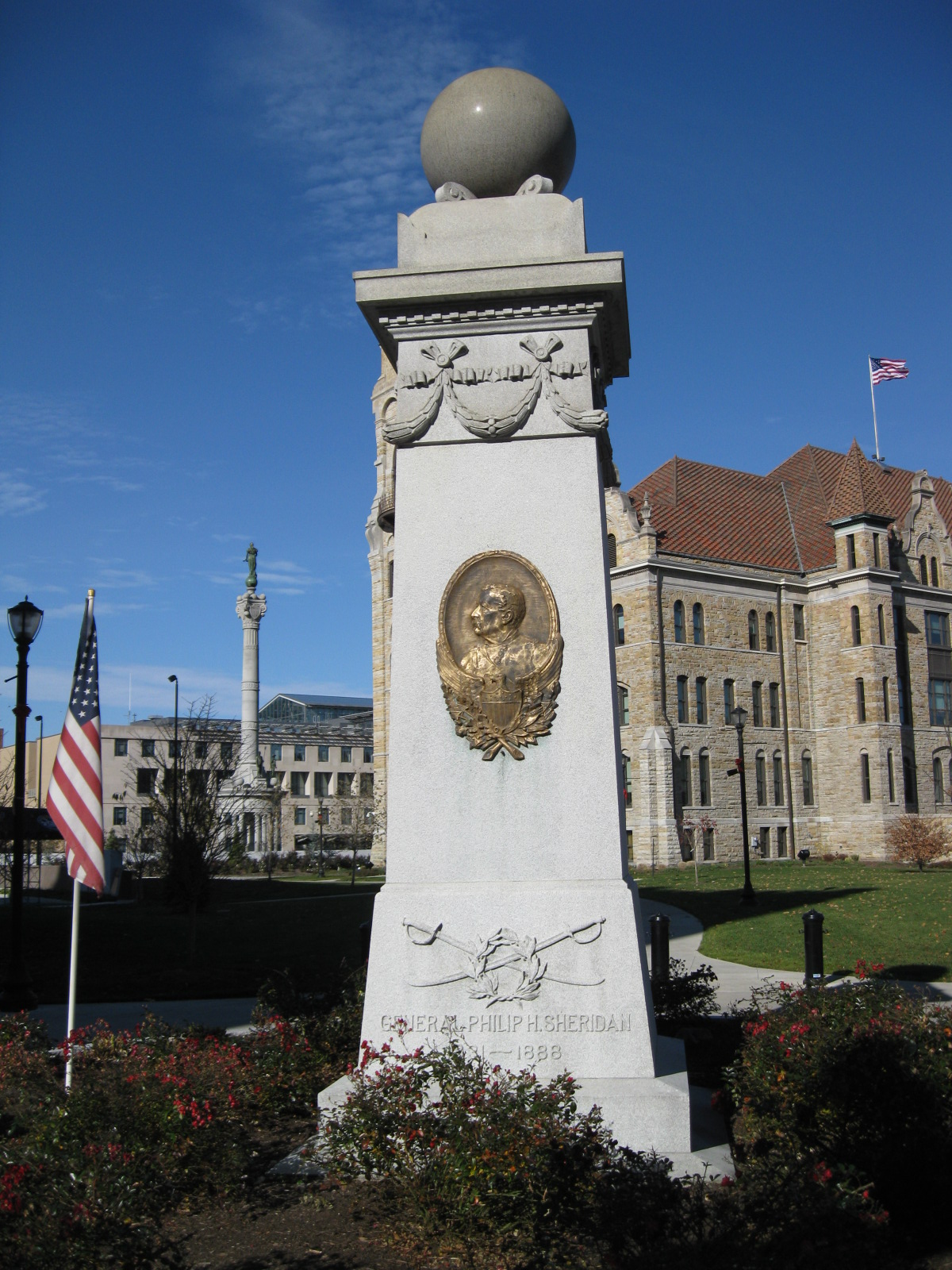
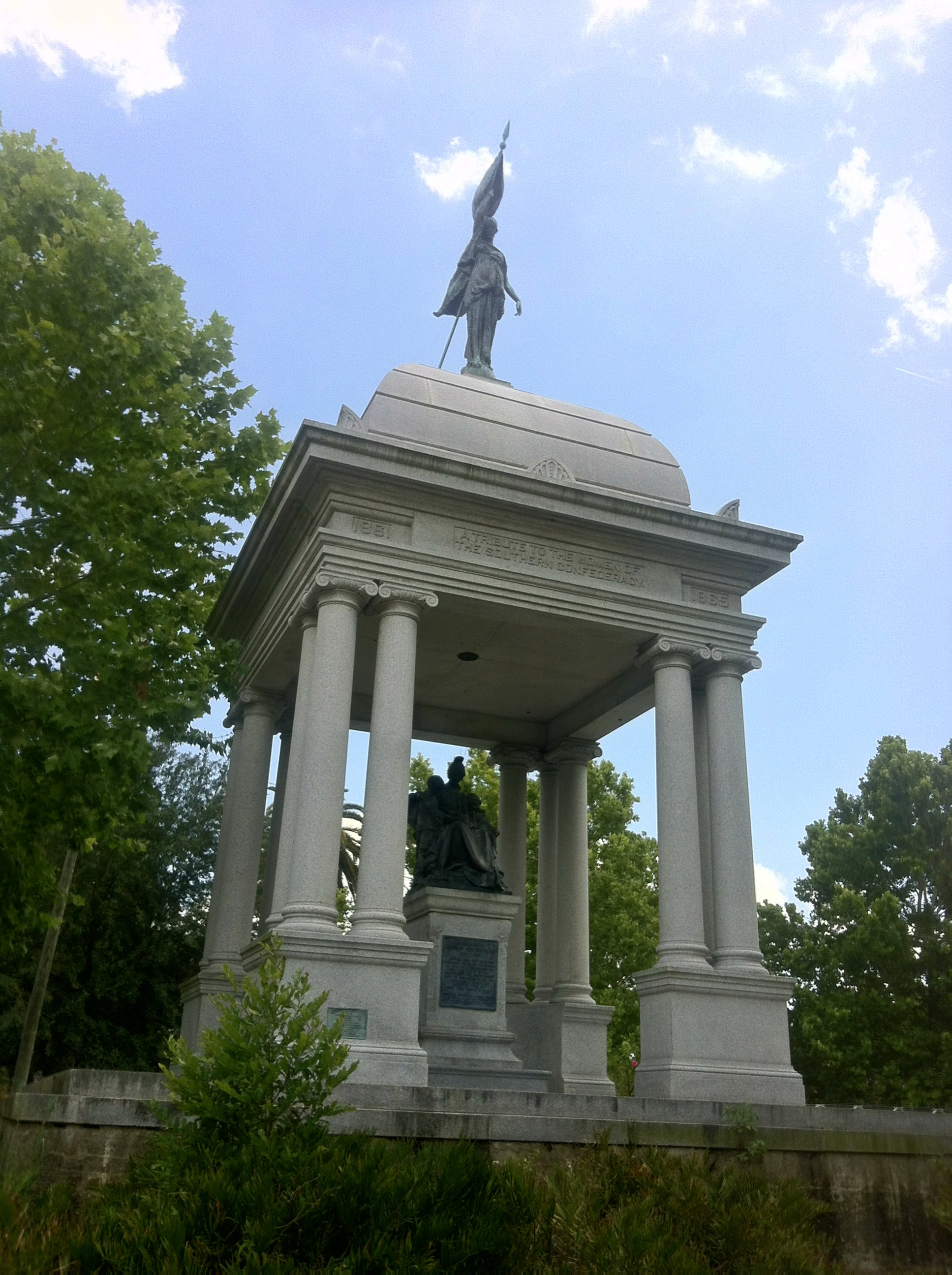